# Belani Margit
Belani Margit, született: Balló Margit (Máriaradna, 1938. augusztus 9.) erdélyi magyar operaénekes.

## Életpályája
1954-ben érettségizett Kolozsváron a mai Apáczai Csere János Elméleti Líceumban. 1962-ben elvégezte a Babeș–Bolyai Tudományegyetemen a román nyelv és irodalom szakot, majd 1968-ban a zenekonzervatórium ének szakát. 1971 és 1995 között a Kolozsvári Állami Magyar Opera énekesnője volt. Közel ötven szerepet énekelt. 1994-ben és 1998-ban Magyarországon, 1996-ban Kanadában és az Egyesült Államokban turnézott.

## Főbb szerepei

### Operaszerepei
- Grófnő (Mozart: Figaro házassága)
- Tosca (Puccini: Tosca)
- Santuzza (Mascagni: Parasztbecsület)
- Leonóra (Verdi: Trubadúr)
- Amélia (Verdi: Álarcosbál)
- Desdemona (Verdi: Otello)
- Donna Anna (Mozart: Don Juan)
- Cso-cso-szán (Puccini: Pillangókisasszony)
- Tatjana (Csajkovszkij: Anyegin)
- Gertrudis (Erkel Ferenc: Bánk bán, búcsúelőadás, 1994)

### Operettszerepei
- Lucy (Jacobi Viktor: Leányvásár)
- Odette (Kálmán Imre: Bajadér)
- Grisi (Schumann: Három a kislány)
- Glavári Hanna (Lehár Ferenc: Víg özvegy)
- Cecília (Kálmán Imre: Csárdáskirálynő)
- Ilona (Lehár Ferenc: Cigányszerelem)
- Sybill (Jacobi Viktor: Sybill)
- Antónia (Huszka Jenő: Mária főhadnagy)